# Ruth Maier

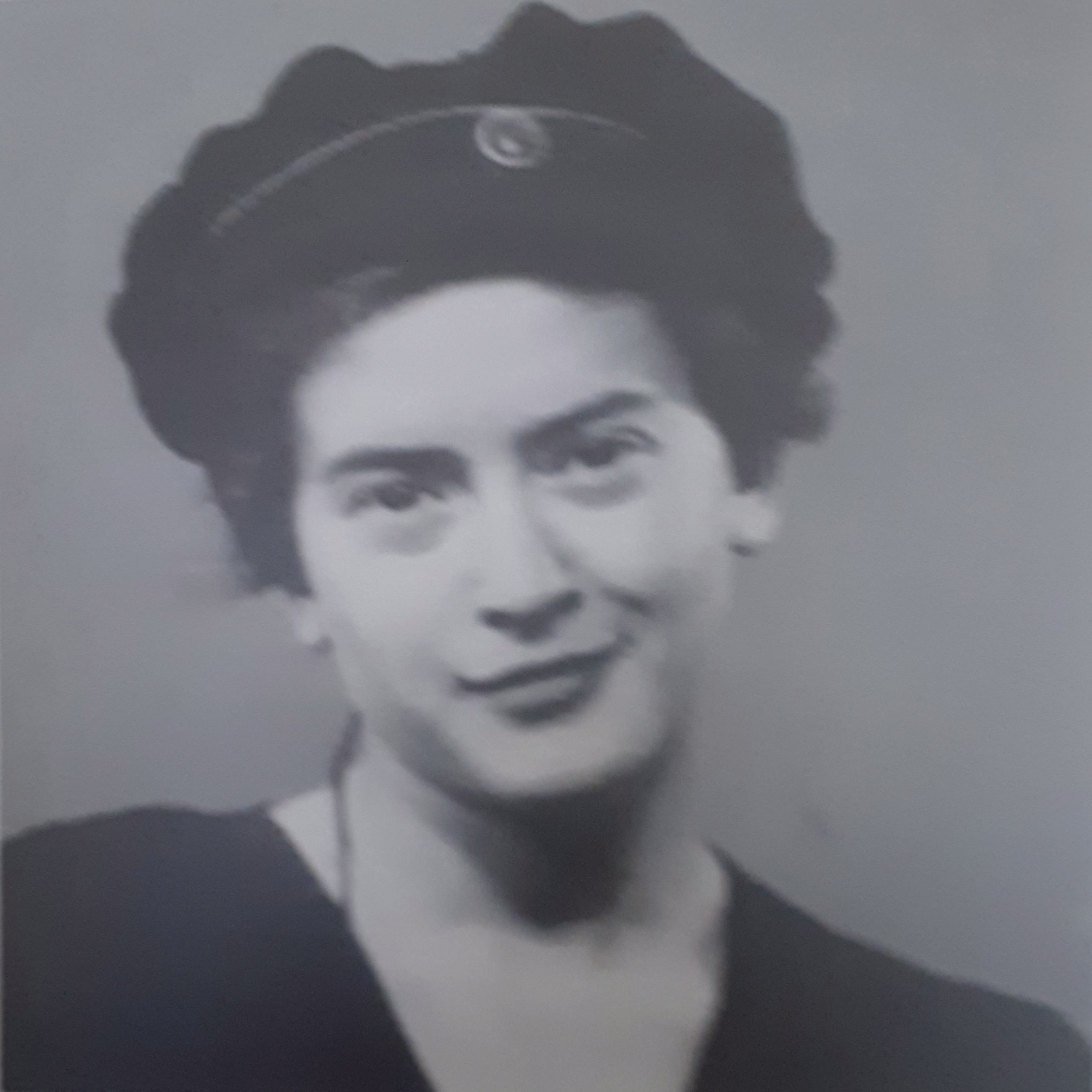
Ruth Maier

Ruth Maier (Vienna, 10 novembre 1920 – Auschwitz, 1º dicembre 1942) è stata una donna austriaca descritta come la "Anna Frank norvegese". I suoi diari sono stati pubblicati nel 2007 e descrivono l'esperienza dell'Olocausto vissuta in Austria e Norvegia.

## Biografia
Nacque a Vienna in una famiglia ebraica ampiamente integrata, figlia del dottor Ludwig Maier e di Irma. Suo padre aveva conseguito un dottorato in filosofia, conosceva nove lingue e ricopriva una posizione di rilievo nel servizio postale e telegrafico austriaco. Morì nel 1933 di erisipela. Il filosofo Stephan Körner, sopravvissuto alla guerra, era suo cugino di primo grado.
La sorella minore Judith riuscì a fuggire nel Regno Unito. Grazie ai contatti del padre, Ruth riuscì a trovare rifugio in Norvegia. Arrivò in treno il 30 gennaio 1939 e fu ospitata per qualche tempo da una famiglia norvegese. Nel giro di un anno imparò a parlare il norvegese, completò l'examen artium e fece amicizia con la futura poetessa Gunvor Hofmo a Biri. Le due divennero una coppia stabile, trovando alloggio e lavoro in vari luoghi della Norvegia.

### Modella per Gustav Vigeland

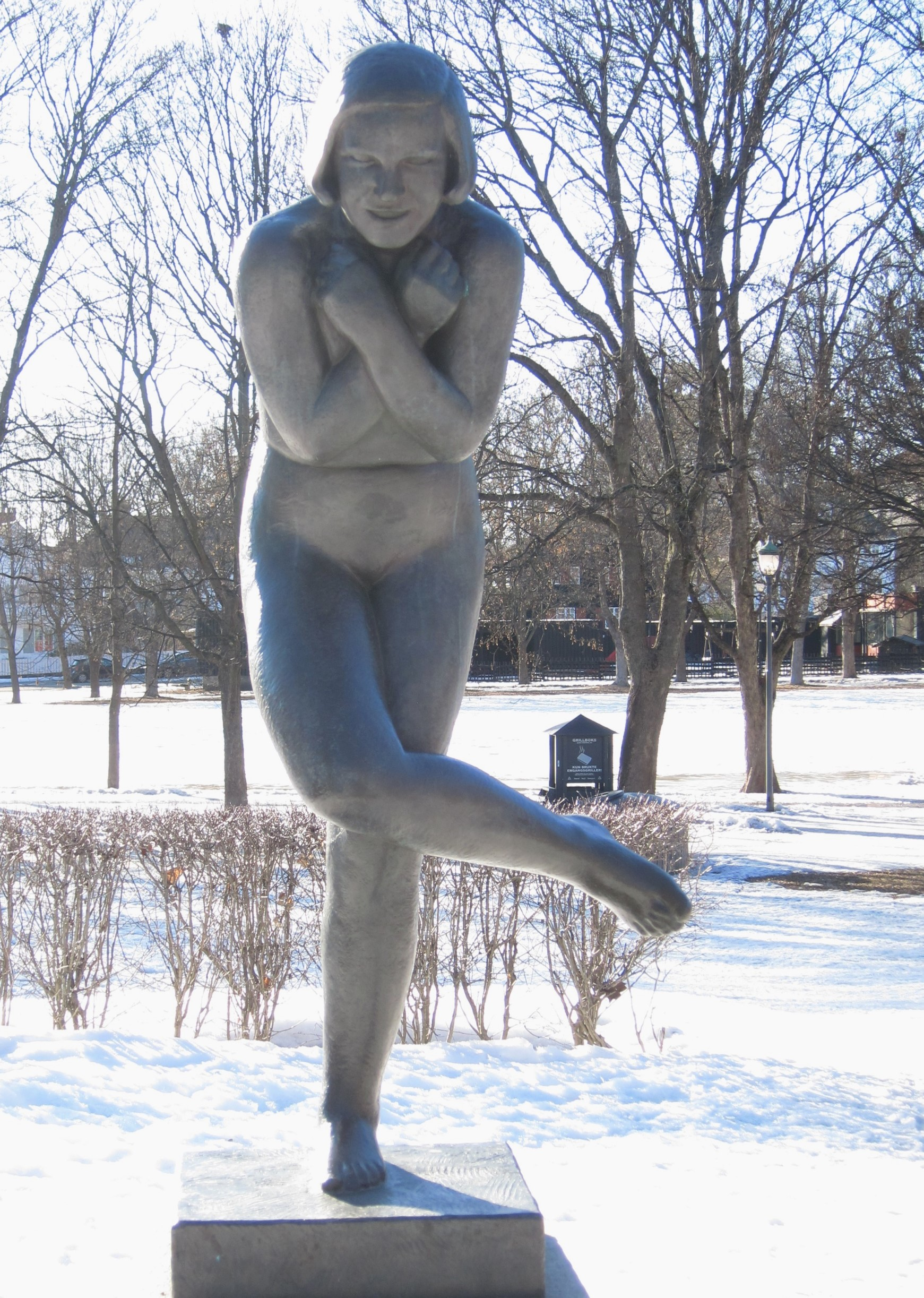
La scultura "Overrasket" di Gustav Vigeland nel Frognerparkendi Oslo.

Ruth posò come modella per l'opera di Gustav Vigeland "Overrasket". La statua è esposta permanentemente nel Frognerparken di Oslo. La modella usata per il volto della scultura era Inga Syvertsen; Vigeland iniziò a lavorare alla scultura intorno al 1904 e la completò nel 1942. La Maier fu sorpresa dall'ingresso di un'altra persona nella stanza mentre faceva da modella per Vigeland e cercò di coprire il suo corpo nudo, da cui la postura usata per l'opera. La statua fu fusa in bronzo nel 2002. Ruth fu anche modella per il pittore norvegese Åsmund Esval.

### Arresto, deportazione ad Auschwitz e morte
(Ruth Maier, ultima nota a Gunvor Hofmo)
All'inizio dell'autunno 1942 affittò una stanza a Oslo dove fu arrestata il 26 novembre 1942 e deportata sulla SS Donau lo stesso giorno. Arrivata ad Auschwitz il 1º dicembre 1942, fu inviata direttamente alle camere a gas e uccisa. Aveva 22 anni.

## Pubblicazione del diario
La compagna Gunvor Hofmo conservò i diari di Ruth e gran parte della sua corrispondenza. Nel 1953 si rivolse alla casa editrice Gyldendal per una pubblicazione che fu però rifiutata. Dopo la morte della Hofmo avvenuta nel 1995, Jan Erik Vold, cercando nell'archivio, trovò gli scritti di Ruth Maier. Dopo averli revisionati per dieci anni, furono pubblicati nel 2007. Vold rimase molto colpito dal valore letterario dei diari, paragonando il talento letterario di Ruth Maier a quello di Hannah Arendt e Susan Sontag.
La gran parte del diario di Ruth documenta gli anni dal 1933 al 1942, non esistono diari superstiti per il periodo compreso tra gennaio 1939 e aprile 1940, per completezza sono state utilizzate le lettere spedite alla sorella. Ruth scrisse del peggioramento delle condizioni della popolazione ebraica austriaca dopo l'Anschluss del 1938, della sua reazione ai molti cambiamenti nella sua vita e del desiderio di avere una famiglia. Oltre alle riflessioni personali sulla sua passione per il teatro e la letteratura, l'amore, l'amicizia e la ricerca della sua identità, i diari contengono anche profonde intuizioni sui cambiamenti della sua quotidianità durante il periodo nazista. Il suo stile di scrittura si evolve dalla descrizione delle esperienze della sua giovinezza all'improvvisa comparsa della persecuzione contro gli ebrei. Già in giovane età, Ruth Maier si interessò agli eventi politici, dai casi giudiziari alla guerra civile spagnola. Criticava le lezioni che non trattavano adeguatamente gli eventi del momento.
La Maier si identificava come comunista e descriveva la lotta per un mondo migliore. Il tema centrale dei diari è l'atteggiamento secondo cui le persone non dovrebbero essere condannate solo in base alle loro origini, ma anzi per le loro idee e azioni. Jürgen Zarusky dell'Istituto di Storia Contemporanea ha citato Ruth Maier durante un evento del 2009:«Nel novembre 1942 scrisse nel suo diario:"Un giorno tutto finirà e allora tutto andrà bene"». Scrisse l'ultima annotazione il 12 novembre 1942.
I diari sono stati consegnati al Centro studi sull'Olocausto e le minoranze religiose norvegese insieme alla corrispondenza. L'Archivio Ruth Maier oltre ai diari comprende anche acquerelli, disegni, album fotografici e vari altri documenti; nel 2014 è stato inserito nel programma Memoria del mondo dell'UNESCO.

## Scuse del governo norvegese

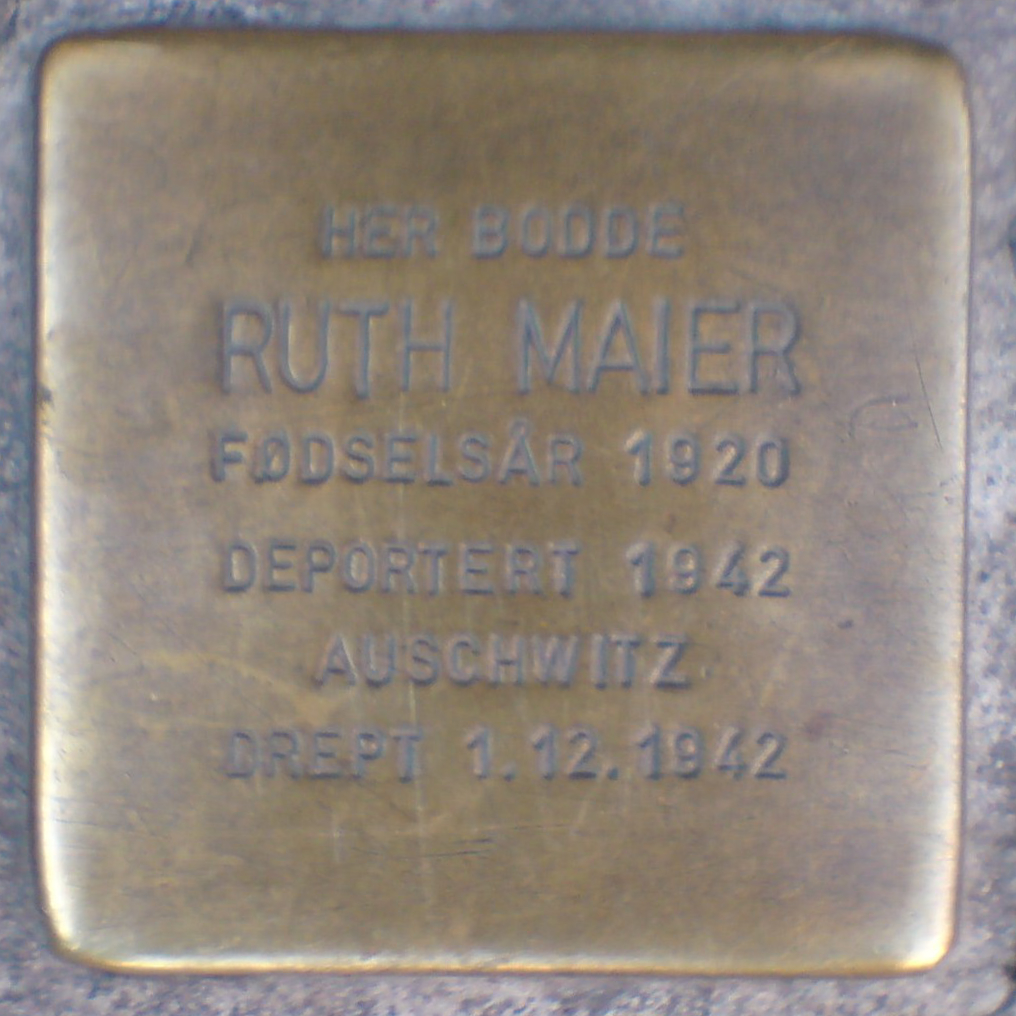
Stolperstein posata nell'ultima residenza di Ruth Maier usata a Oslo.

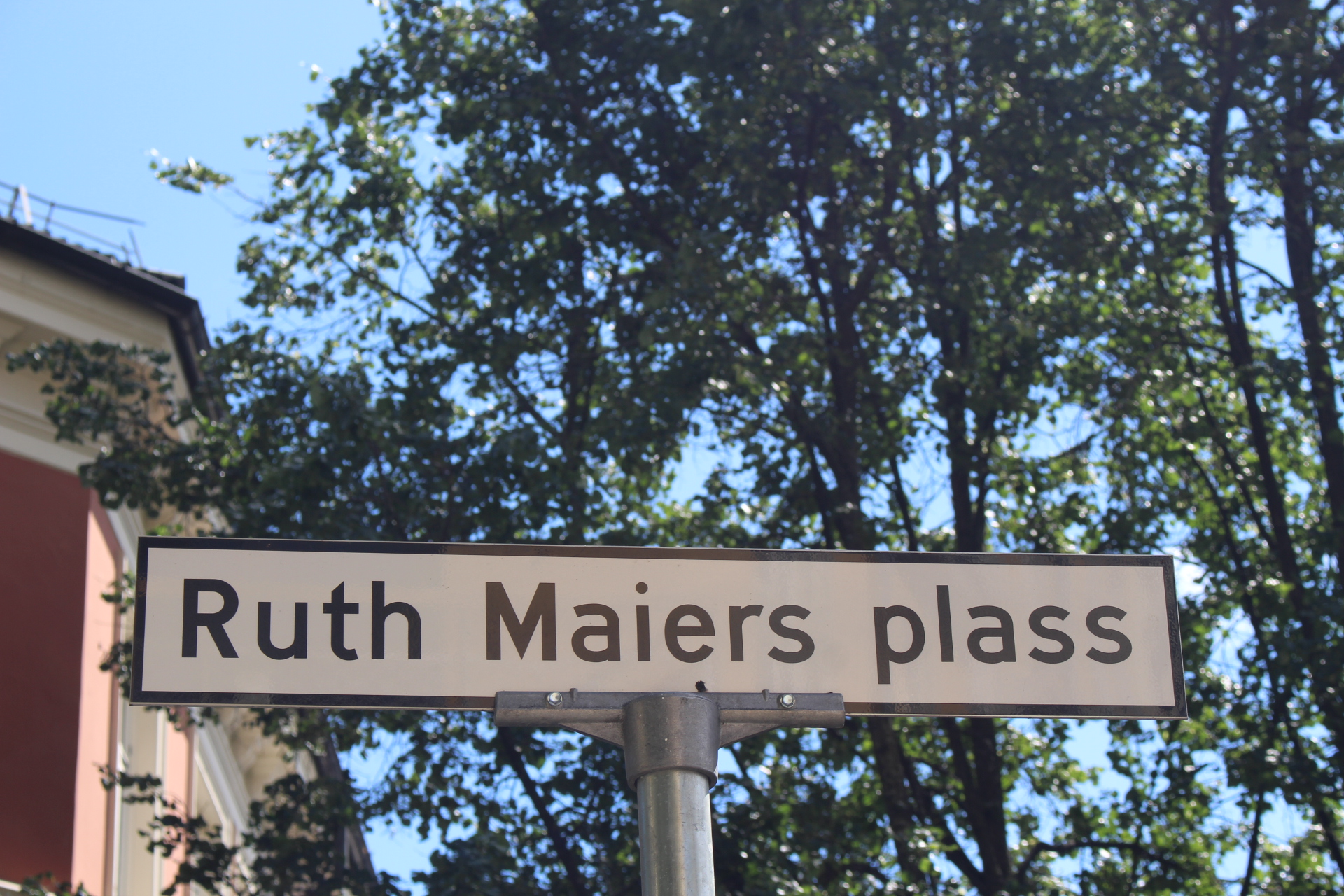
Piazza Ruth Maier a Oslo.

Nel discorso del 27 gennaio 2012, in occasione del Giorno della Memoria, il Primo Ministro norvegese Jens Stoltenberg ha presentato delle scuse ufficiali per il ruolo avuto dai norvegesi nelle deportazioni. Come riportato nel sito ufficiale del governo norvegese, Stoltenberg ha tenuto il suo discorso al molo di Oslo dove, il 26 novembre 1942, 532 ebrei si imbarcarono sulla nave cargo SS Donau, diretti verso i campi nazisti.
Stoltenberg disse:
(Jens Stoltenberg, primo ministro, 27 gennaio 2012)

## Eredità
Nel 2015 il quotidiano Klassekampen pubblicò un facsimile dell'opera Kirkegård/Vår Frelser in un articolo sulla mostra tenuta alla Bomuldsfabrikken Kunsthall di Arendal "Krigsbilder. Kunst under okkupasjonen 1940-45", aggiungendo che "le impressioni sensibili della natura e dei paesaggi urbani in acquerello testimoniano un talento originale."
Nel 2020, è stata inaugurata piazza Ruth Maier a Oslo, a Lillestrøm è stata intitolata una strada in sua memoria. Nel 2021 le è stato intitolato il "Parco Ruth Maier" a Vienna.
Nel 2021 è stato prodotto un documentario che ripercorre la vita di Ruth Maier dal punto di vista delle persone che l'hanno conosciuta.